# Ectogonia viola
Ectogonia viola är en fjärilsart som beskrevs av George Francis Hampson 1895. Ectogonia viola ingår i släktet Ectogonia och familjen nattflyn. Inga underarter finns listade i Catalogue of Life.